# Igrzyska Ameryki Środkowej i Karaibów 1990
Igrzyska Ameryki Środkowej i Karaibów 1990 – szesnaste Igrzyska Ameryki Środkowej i Karaibów, multidyscyplinarne zawody sportowe dla krajów znajdujących się w Ameryce Środkowej i na Karaibach, które odbyły się w Meksyku w dniach 20 listopada–4 grudnia 1990 roku.

## Informacje ogólne
Pierwotnie igrzyska miały odbyć się w kolumbijskim mieście Cartagena de Indias, które jednak z przyczyn finansowych zrzekło się tego prawa. Z tych samych powodów w 1989 roku zrezygnowała również zastępująca je Gwatemala. Funkcję gospodarza przejęła zatem po raz trzeci w historii meksykańska stolica posiadająca już potrzebną infrastrukturę. Rekordowa liczba dwudziestu dziewięciu uczestniczących krajów wystawiła łącznie 2954 zawodników i 1252 zawodniczki, co stanowiło najwyższą ich liczbę w dotychczasowej historii. Sportowcy rywalizowali w 361 konkurencjach w 30 dyscyplinach – pobijając rekordy również w tych klasyfikacjach. Po raz pierwszy na igrzyskach pojawiły się zespoły z Aruby oraz Saint Vincent i Grenadyn, do rywalizacji powrócili natomiast sportowcy z Grenady. Do programu zawodów powróciły kręgle, zadebiutowały zaś badminton, kajakarstwo, racquetball, i taekwondo.

## Dyscypliny
- Baseball  (szczegóły)
- Badminton  (szczegóły)
- Boks  (szczegóły)
- Gimnastyka sportowa  (szczegóły)
- Hokej na trawie  (szczegóły)
- Jeździectwo  (szczegóły)
- Judo  (szczegóły)
- Kajakarstwo  (szczegóły)
- Kolarstwo torowe  (szczegóły)
- Koszykówka  (szczegóły)
- Kręgle  (szczegóły)
- Lekkoatletyka  (szczegóły)
- Łucznictwo  (szczegóły)
- Piłka nożna  (szczegóły)
- Piłka wodna  (szczegóły)
- Pływanie  (szczegóły)
- Pływanie synchroniczne  (szczegóły)
- Podnoszenie ciężarów  (szczegóły)
- Racquetball  (szczegóły)
- Siatkówka (halowa)  (szczegóły)
- Skoki do wody  (szczegóły)
- Softball  (szczegóły)
- Strzelectwo  (szczegóły)
- Szermierka  (szczegóły)
- Taekwondo  (szczegóły)
- Tenis stołowy  (szczegóły)
- Tenis ziemny  (szczegóły)
- Wioślarstwo  (szczegóły)
- Zapasy  (szczegóły)
- Żeglarstwo  (szczegóły)

## Tabela medalowa
Źródło.
| Lp.   | Państwo                              | Złoto | Srebro | Brąz | Razem |
| ----- | ------------------------------------ | ----- | ------ | ---- | ----- |
| 1     | Kuba                                 | 180   | 90     | 52   | 322   |
| 2     | Meksyk                               | 114   | 100    | 84   | 298   |
| 3     | Portoryko                            | 21    | 47     | 41   | 109   |
| 4     | Kolumbia                             | 18    | 29     | 39   | 86    |
| 5     | Wenezuela                            | 14    | 42     | 72   | 128   |
| 6     | Dominikana                           | 5     | 11     | 29   | 45    |
| 7     | Jamajka                              | 4     | 4      | 5    | 13    |
| 8     | Gwatemala                            | 2     | 5      | 25   | 32    |
| 9     | Kostaryka                            | 1     | 7      | 11   | 19    |
| 10    | Panama                               | 1     | 2      | 10   | 13    |
| 11    | Surinam                              | 1     | 1      | 1    | 3     |
| 12    | Trynidad i Tobago                    | 0     | 5      | 8    | 13    |
| 13    | Nikaragua                            | 0     | 4      | 6    | 10    |
| 14    | Honduras                             | 0     | 4      | 2    | 6     |
| 15    | Antigua i Barbuda                    | 0     | 2      | 1    | 3     |
| 16    | Bermudy                              | 0     | 1      | 5    | 6     |
| 17    | Wyspy Dziewicze Stanów Zjednoczonych | 0     | 1      | 3    | 4     |
| =     | Salwador                             | 0     | 1      | 3    | 4     |
| 19    | Gujana                               | 0     | 1      | 2    | 3     |
| 20    | Barbados                             | 0     | 1      | 0    | 1     |
| 21    | Antyle Holenderskie                  | 0     | 0      | 1    | 1     |
| =     | Haiti                                | 0     | 0      | 1    | 1     |
| =     | Bahamy                               | 0     | 0      | 1    | 1     |
| =     | Grenada                              | 0     | 0      | 1    | 1     |
| Razem | Razem                                | 361   | 358    | 403  | 1122  |